# Frances Heflin
Frances Heflin (20 de septiembre de 1920 – 1 de junio de 1994) fue una actriz teatral y televisiva de nacionalidad estadounidense.

## Biografía
Su nombre completo era Mary Frances Heflin, y nació en Oklahoma City, Oklahoma, siendo sus padres Fanny Bleecker Shippey y Emmett Evan Heflin, un dentista. Era la hermana del actor ganador del Premio Oscar Van Heflin.
Heflin debutó como actriz teatral en el circuito de Broadway en su adolescencia, trabajando más adelante en las producciones The Skin of Our Teeth (1942), I Remember Mama (1944), y en el estreno estadounidense de la pieza de Bertolt Brecht La vida de Galileo, representada el 30 de julio de 1947 en Los Ángeles. También trabajó en los Teatros del West End de Londres, en piezas como El zoo de cristal (1948), de Tennessee Williams y en piezas representadas en giras, incluyendo dos shows en los que actuó junto a Farley Granger.
Miembro del Actors Studio, Heflin tuvo papeles variados en muchas series televisivas de los años 1950 y 1960, incluyendo pequeñas actuaciones en Kraft Television Theatre y The Patty Duke Show, aunque su personaje más destacado y prolongado en el tiempo fue el de Mona Kane Tyler, madre de Erica Kane (Susan Lucci) en el serial televisivo All My Children. Ella hizo el papel desde el 5 de enero de 1970 hasta su muerte en junio de 1994.
En 1992, cuando a Heflin le diagnosticaron un cáncer de pulmón, a su personaje, Mona, también se le diagnosticó un cáncer en el show. En agosto de 1994 la serie emitió un episodio especial, mostrando las actuaciones más destacadas de Heflin en forma de un memorial al servicio de Mona.
Heflin estuvo brevemente casada con el cineasta Sidney Kaufman, y después con el compositor cinematográfico Sol Kaplan. Sus hijos son: Jonathan Kaplan, un director cinematográfico; Nora Heflin, actriz que trabajó en Chilly Scenes of Winter; y Mady Kaplan, también actriz, que ha trabajado en The Edge of Night, Texas, y As the World Turns.
Frances Heflin falleció en Nueva York en 1994, a causa de un cáncer de pulmón.